# Thitarodes
Thitarodes és un gènere de lepidòpters exoporis de la família dels hepiàlids (Hepialidae). La majoria de les espècies estan restringides a l'altiplà del Tibet.
Moltes larves d'aquest gènere són parasitades pel fong Cordyceps sinensis. S'ha fet servir en la medicina tradicional tibetana i és molt preuat en la medicina tradicional xinesa (Dong chong xiacao o abreujat com Chong cao).

## Taxonomia
- Thitarodes albipictus - Xina (Yunnan)
- Thitarodes arizanus - Taiwan
- Thitarodes armoricanus - Xina (Tibet)
- Thitarodes baimaensis - Xina (Yunnan)
- Thitarodes baqingensis - Xina (Tibet)
- Thitarodes bibelteus
- Thitarodes biruensis
- Thitarodes caligophilus
- Thitarodes callinivalis - Xina (Yunnan)
- Thitarodes cingulatus - Xina (Gansu)
- Thitarodes damxungensis - Xina (Tibet)
- Thitarodes danieli - Nepal
- Thitarodes deqinensis
- Thitarodes dierli - Nepal
- Thitarodes dinggyeensis
- Thitarodes dongyuensis - Xina
- Thitarodes eberti - Nepal
- Thitarodes ferrugineus - Xina (Yunnan)
- Thitarodes gonggaensis - Xina (Sichuan)
- Thitarodes hainanensis
- Thitarodes jiachaensis
- Thitarodes jialangensis - Xina (Tibet)
- Thitarodes jinshaensis - Xina (Yunnan)
- Thitarodes kangdingensis - Xina (Sichuan)
- Thitarodes kangdingroides - Xina (Kangding, Sichuan)
- Thitarodes latitegumenus
- Thitarodes litangensis - Xina (Sichuan)
- Thitarodes malaisei - Myanmar
- Thitarodes markamensis - Xina (Tibet)
- Thitarodes meiliensis - Xina (Yunnan)
- Thitarodes namensis
- Thitarodes namlinensis
- Thitarodes namnai
- Thitarodes nipponensis - Japó
- Thitarodes oblifurcus - Xina (Qinghai)
- Thitarodes pratensis - Xina (Yunnan)
- Thitarodes pui
- Thitarodes renzhiensis - Xina (Yunnan)
- Thitarodes richthofeni - Xina
- Thitarodes sejilaensis
- Thitarodes sinarabesca - Xina
- Thitarodes varians - Xina (Tibet)
- Thitarodes variabilis - Extrem orient rus
- Thitarodes varius - Extrem orient rus
- Thitarodes xizangensis - Xina (Tibet)
- Thitarodes xunhuaensis - Xina (Qinghai)
- Thitarodes yadongensis
- Thitarodes yeriensis - Xina (Yunnan)
- Thitarodes yongshengensis
- Thitarodes zaliensis - Xina (Tibet)
- Thitarodes zhangmoensis - Xina (Xinjiang)
- Thitarodes zhongzhiensis - Xina (Yunnan)

Espècies antigues (avui en altres gèneres)
- Thitarodes anomopterus
- Thitarodes jianchuanensis
- Thitarodes lijiangensis
- Thitarodes luquensis
- Thitarodes menyuanicus
- Thitarodes nebulosus
- Thitarodes sichuanus
- Thitarodes yulongensis
- Thitarodes yunlongensis
- Thitarodes yunnanensis
- Thitarodes zhayuensis